# Telltale Texas Hold'em
Telltale Texas Hold'em is een poker-computerspel van Telltale Games uit 2005.  Het is hun eerste spel en meteen ook het enige waar alle personages door het bedrijf werden ontwikkeld.  In andere spellen van Telltale Games gebruikt men bestaande personages waarop Telltale Games een licentie neemt.  In 2010 kwam er een vervolg op het spel: Poker Night at the Inventory.

## Plot
Harry Weinhead, Boris Krinkle, Theodore Dudebrough en grootmoeder Shakey pokeren tegen de speler op het Telltale Texas Hold'em tournament, een fictief pokertornooi in Las Vegas, Nevada.